# Too-tiki
Too-tiki (szw. Too-ticki, fiń. Tuutikki, est. Tuu-tiki) – postać z serii książek i komiksów o Muminkach autorstwa Tove Jansson oraz serialu animowanego pod tytułem Muminki, gdzie pojawia się w pięciu odcinkach.

## Opis postaci
Podobnie jak Włóczykij, Mała Mi oraz Mimbla, Too-tiki jest postacią fizycznie przypominającą człowieka. Jest ona osobą spokojną, zrównoważoną i rzeczową, w czym bardzo przypomina Włóczykija. Too-tiki w przeciwieństwie do Muminków nigdy nie zapada w sen zimowy. Zimą zwykła zamieszkiwać kabinę kąpielową Muminków razem z niewidzialnymi myszami. Too-tiki dobrze zna zwyczaje istot żyjących zimą i jako jedna z nielicznych postaci współczuje Buce. Głównym zajęciem Too-tiki w zimę jest łowienie ryb w przeręblu. Mimo zawłaszczenia kabiny kąpielowej, Too-tiki przyjaźni się z Muminkami. Too-tiki nosi krótkie blond włosy, jest ubrana w koszulę w biało-czerwone paski, niebieską czapkę z czerwonym pomponem na czubku i niebieskie spodnie.
Występuje w książkach Zima Muminków z 1957 i Opowiadania z Doliny Muminków z 1962 roku oraz w komiksach Muminki i morze (1957) i Muminki zostają marynarzami (1959). W opowiadaniu z drugiej z tych pozycji, Too-tiki przyprowadza do Domu Muminków niewidzialną dziewczynkę o imieniu Nini. Z kolei w Zimie Muminków jest jedną z głównych postaci. Postać Too-tiki była inspirowana partnerką życiową Tove Jansson, która nazywała się Tuulikki Pietilä. Z kolei sweter w paski był zainspirowany ubiorem przyjaciela Jansson, Atosa Wirtanena, który posłużył też jako inspiracja do powstania Włóczykija.

## Serial animowany
W polskiej wersji językowej serialu animowanego z 1990 roku, Too-tiki użyczała głosu Monika Jóźwik, w fińskiej Marja Packalén, w szwedzkiej Gumbi Zilliacus, a w japońskiej Mika Doi. Too-tiki pojawia się w tym serialu w następujących odcinkach:
- Niewidzialne dziecko (odcinek 9)
- Koniec kłopotów Nini (odcinek 10)
- Zima w Dolinie Muminków (odcinek 22)
- Zimowi goście (odcinek 23)
- Zimowe ognisko (odcinek 37)